# گارنیه
گارنیه (به فرانسوی: Garnier) شرکت لوازم آرایشی فرانسوی است، که در سال ۱۹۰۴ توسط آلفرد گارنیه راه‌اندازی شد و از سال ۱۹۷۰ تاکنون متعلق به شرکت لورئال می‌باشد. دفتر مرکزی این شرکت در شهر بلوآ، فرانسه قرار دارد.